# Primula rupestris
Primula rupestris är en viveväxtart som beskrevs av Isaac Bayley Balfour och Farrer. Primula rupestris ingår i släktet vivor, och familjen viveväxter. Inga underarter finns listade i Catalogue of Life.